# La Sirène (film, 2007)
Pour l’article homonyme, voir La Sirène.
Pour plus de détails, voir Fiche technique et Distribution.
La Sirène (Русалка, Rusalka) est un film russe réalisé par Anna Melikian, sorti en 2007.

## Fiche technique
- Titre français : La Sirène[1]
- Titre original : Русалка, Rusalka
- Réalisation : Anna Melikian
- Scénario : Anna Melikian et Natalia Nazarova
- Pays d'origine : Russie
- Genre : comédie dramatique
- Date de sortie : 2007

## Distribution
- Maria Chalaïeva (en) : Alissa Titova
  - Anastassia Dontsova : Jeune Alissa
- Ievgueni Tsyganov : Aleksandr « Sasha » Viktorovich
- Maria Sokova : la mère d'Alisa